# Чаус Віктор Миколайович
Чаус Віктор Миколайович (нар. 5 червня 1940, с. Япміль, Україна — пом. 2019) — український художник, живописець, професор, Заслужений діяч мистецтв України (2000), член Національної спілки художників України.

## Життєпис
Віктор Чаус народився в селі Ямпіль Донецької області. Навчався в Кримському художньому училищі ім. М. С. Самокиша (1962—1966). У період з 1966 по 1971 навчався у Харківській державній академії дизайну та мистецтв за спеціальністю монументально-декоративний розпис. 1971 року він захистив диплом та створив розпис для Меморіального музею Григорія Сковороди, і того ж самого року стає асистентом, а згодом — старшим викладачем кафедри живопису. 
З 1982 член Харківської організації Національної Спілки художників України, голова секції живопису з 1998, член Національної спілки художників України. Брав участь у всеукраїнських, всесоюзних, міжнародних і зарубіжних виставок з 1972 року, мав персональні виставки. Жив і працював у Харкові. Помер 2019 роцу. Твори художника зберігаються в музеях України, приватних колекціях України, Японії, Ізраїлю, Німеччини, Польщі, США.
У розповідях про своє становлення художника-портретиста Чаус відводив значущу роль навчанню та спілкуванню з Є. П. Єгоровим, Б. О. Колесником, Є. І. Биковим, Б. В. Косаревим, які  багато років присвятили викладанню в ХДАДМ. Ґрунтом, на якому формувався творчий метод портретного живопису Віктора Чауса, була творчість видатних митців. У різні періоди свого життя він був захоплений мистецтвом Ф. Кричевського, Т. Яблонської, румунського художника К. Баба. 

### Виставкова діяльність

#### Вітчизняні
- Перша персональна виставка, Харків (1981).

- «Пастельне Па», Харків (2014).
- «Натхненний імпресіями», Харків (2020).

#### Міжнародні
- «Виставка Радянського живопису», Токіо.
- Виставка в Чикаго (1992).
- Виставка в Берліні (1992).

### Погляди відомих людей
Василь Ганноцький, член Національної спілки художників України, заслужений діяч мистецтв України:
|  | Його живописні роботи знають в паризьких, лондонських галереях. Без перебільшення можу назвати його майстром європейського масштабу. |

## Родина
- Дружина Чаус Вікторія Тигранівна (1964 р. н.) — художниця, член Національної спілки художників України.
- Син Чаус Дмитро Вікторович ( 1981р. н.) художник, член Національноі спілки художників України.
- Донька Чаус Вікторія Вікторовна (1971 р.н ) художниця , викладач.

## Творчість
Творам Чауса властиве потужне звучання кольору, гра світлом і світловими контрастами, вільне володіння малюнком, гостре почуття простору й ритму.
Віктор Чаус є послідовником традицій реалістичного портрета, який у його творах поєднується із принципами імресіонізму. Характерним для його портретів є відсутність різкості та наявність техніки Alla prima. Межі постаті можуть не чітко проглядатися. 
Особливе місце у творчості Чауса займає тема балету. У доробку художника на тему балету знаходиться більше 100 живописних і пастельних робіт. На таку зацікавленість вплинуло знайомство з народними артистами України, Теодором Попеску та Світланою Коливановою-Попеску. Втім, впритул до балетної теми художник підійшов в останні роки, коли випадково потрапив до Харківської дитячої хореографічної школи та враження від якої описав так:
|  | Це був не той зрілий балет, який мені вже доводилося бачити. Юність, пластика, краса, молодість — всі ці риси, які я побачив у вихованках школи, надали мені неабиякого запалу, стимулу до життя і творчості. Я міг бачити всі ті навчальні складові, які піднімають велич танцю. |

## Вшанування

### Відзнаки і нагороди
- 2000 рік — лауреат творчої премії Харківського міськвиконкому.
- 2000 рік —  Заслужений діяч мистецтв України.